# Petar Mišić
Petar Mišić (Bruchsal, 24 juli 1994) is een Kroatisch voetballer die als aanvaller speelt. Hij verruilde in januari 2013 HNK Cibalia voor GNK Dinamo Zagreb. Dat verhuurde hem in juli 2015 aan NK Lokomotiva Zagreb.

## Clubcarrière
Mišić werd geboren in het Duitse Bruchsal. Hij speelde elf seizoenen in de jeugd van HNK Cibalia Vinkovci. In 2012 werd hij bij het eerste elftal gehaald. Op 18 januari 2013 werd hij voor een bedrag van €220.000 verkocht aan GNK Dinamo Zagreb. Hij maakte het seizoen nog af bij HNK Cibalia. In totaal speelde hij 30 competitiewedstrijden voor HNK Cibalia. Tijdens het seizoen 2013/14 en 2014/15 werd hij uitgeleend aan NK Lokomotiva Zagreb. In januari 2015 werd hij verhuurd aan NK Slaven Belupo Koprivnica, nadat hij niet meer overweg kon met voetbalcoach Tomislav Ivković. In juli 2015 werd hij opnieuw uitgeleend aan NK Lokomotiva Zagreb.

## Interlandcarrière
Mišić kwam uit voor diverse Kroatische nationale jeugdelftallen. Hij debuteerde in 2013 in Kroatië –21. Op 29 september 2014 werd Mišić opgeroepen door trainer Nenad Gračan voor play-offs Jong Kroatië tegen Jong Engeland. In de eerste wedstrijd waren de Engelsen te sterk met 2-1.